# 2012-es U19-es labdarúgó-Európa-bajnokság
A 2012-es U19-es labdarúgó-Európa-bajnokságot Észtországban rendezték július 3. és július 15. között. A címvédő Spanyolország. A tornán 1993. január 1. után született játékosok vehettek részt. A csoportok első három helyezett csapata kijutott a 2013-as U20-as labdarúgó-világbajnokságra.
A tornát a címvédő spanyol válogatott nyerte.

## Selejtezők
A selejtezőket kér körben bonyolították le.
A végső döntőt selejtezők előzték meg, melyet két lépcsőben játszottak. A fordulók során 51 nemzet válogatottja versengett, hogy a hét továbbjutó csapat egyike legyen. Így alakult ki a házigazdával együtt a döntő nyolc csapata.

## Helyszínek
| Stadion                | Város    | Férőhely |
| ---------------------- | -------- | -------- |
| A. Le Coq Arena        | Tallinn  | 9692     |
| Haapsalu linnastaadion | Haapsalu | 869      |
| Kadriorgi stadion      | Tallinn  | 5000     |
| Rakvere linnastaadion  | Rakvere  | 2500     |

## Csoportkör
| Színmagyarázat |
| --- |
| A csoportok első két helyezettje bejutott az elődöntőbe, és kijutott a 2013-as U20-as labdarúgó-világbajnokságra. |
| A csoportok harmadik helyezettjei kiesett, de kijutott a 2013-as U20-as labdarúgó-világbajnokságra.               |
| A csoportok negyedik helyezettjei kiestek.                                                                        |

### A csoport
| Csapat        | M | Gy | D | V | G+ | G– | Gk | P |
| ------------- | - | -- | - | - | -- | -- | -- | - |
| Spanyolország | 3 | 2  | 1 | 0 | 7  | 4  | +3 | 7 |
| Görögország   | 3 | 2  | 0 | 1 | 8  | 5  | +3 | 6 |
| Portugália    | 3 | 1  | 1 | 1 | 8  | 6  | +2 | 4 |
| Észtország    | 3 | 0  | 0 | 3 | 1  | 9  | −8 | 0 |

| 2012. július 3. 17:30 |

| Görögország     | 1–2               | Spanyolország      |
| --------------- | ----------------- | ------------------ |
| Diamantakos 66' | (0–2) Jegyzőkönyv | Jesé 30' Osede 40' |

| Haapsalu Stadion, Haapsalu Játékvezető: Vadims Direktorenko (lett) |

| 2012. július 3. 20:45 |

| Észtország | 0–3               | Portugália                              |
| ---------- | ----------------- | --------------------------------------- |
|            | (0–2) Jegyzőkönyv | Pikk 5' (öngól) Betinho 25' Martins 72' |

| Lilleküla Stadion, Tallinn Játékvezető: Kenn Hansen (dán) |

| 2012. július 6. 17:00 |

| Észtország  | 1–4               | Görögország                                     |
| ----------- | ----------------- | ----------------------------------------------- |
| Luigend 90' | (0–1) Jegyzőkönyv | Katidis 43' Fourlanos 55' Diamantakos 85' 90+2' |

| Kadriorg Stadion, Tallinn Játékvezető: Danny Desmond Makkelie (holland) |

| 2012. július 6. 20:00 |

| Portugália                           | 3–3               | Spanyolország   |
| ------------------------------------ | ----------------- | --------------- |
| Bruma 11' Gomes 39' João Mário 90+1' | (2–2) Jegyzőkönyv | Jesé 8' 28' 48' |

| Lilleküla Stadion, Tallinn Játékvezető: Paolo Valeri (olasz) |

| 2012. július 9. 17:00 |

| Spanyolország          | 2–0               | Észtország |
| ---------------------- | ----------------- | ---------- |
| Suárez 39' Alcácer 86' | (1–0) Jegyzőkönyv |            |

| Lilleküla Stadion, Tallinn Játékvezető: Arnold Hunter (északír) |

| 2012. július 9. 17:00 |

| Portugália              | 2–3               | Görögország                    |
| ----------------------- | ----------------- | ------------------------------ |
| Gomes 19' Betinho 90+6' | (1–2) Jegyzőkönyv | Gianniotas 18' Katidis 42' 69' |

| Haapsalu Stadion, Haapsalu Játékvezető: Alain Bieri (svájci) |

### B csoport
| Csapat        | M | Gy | D | V | G+ | G– | Gk | P |
| ------------- | - | -- | - | - | -- | -- | -- | - |
| Anglia        | 3 | 2  | 1 | 0 | 5  | 3  | +2 | 7 |
| Franciaország | 3 | 2  | 0 | 1 | 5  | 2  | +3 | 6 |
| Horvátország  | 3 | 1  | 1 | 1 | 4  | 2  | +2 | 4 |
| Szerbia       | 3 | 0  | 0 | 3 | 1  | 8  | −7 | 0 |

| 2012. július 3. 17:30 |

| Anglia       | 1–1               | Horvátország |
| ------------ | ----------------- | ------------ |
| Chalobah 60' | (0–0) Jegyzőkönyv | Pavičić 57'  |

| Kadriorg Stadion, Tallinn Játékvezető: Alain Bieri (svájci) |

| 2012. július 3. 20:45 |

| Szerbia | 0–3               | Franciaország                             |
| ------- | ----------------- | ----------------------------------------- |
|         | (0–3) Jegyzőkönyv | Samnick 17' Pogba 26' (11-esből) Vion 32' |

| Rakvere Stadion, Rakvere Játékvezető: Arnold Hunter (északír) |

| 2012. július 6. 16:30 |

| Franciaország | 1–0               | Horvátország |
| ------------- | ----------------- | ------------ |
| Foulquier 79' | (0–0) Jegyzőkönyv |              |

| Haapsalu Stadion, Haapsalu Játékvezető: Vadims Direktorenko (lett) |

| 2012. július 6. 17:30 |

| Szerbia      | 1–2               | Anglia               |
| ------------ | ----------------- | -------------------- |
| Ninković 70' | (0–1) Jegyzőkönyv | Afobe 6' Redmond 63' |

| Rakvere Stadion, Rakvere Játékvezető: Kenn Hansen (dán) |

| 2012. július 9. 20:00 |

| Horvátország                 | 3–0               | Szerbia |
| ---------------------------- | ----------------- | ------- |
| Pavičić 2' Pongračić 49' 57' | (1–0) Jegyzőkönyv |         |

| Rakvere Stadion, Rakvere Játékvezető: Paolo Valeri (olasz) |

| 2012. július 9. 20:00 |

| Franciaország | 1–2               | Anglia                 |
| ------------- | ----------------- | ---------------------- |
| Veretout 31'  | (1–2) Jegyzőkönyv | Lundstram 16' Kane 39' |

| Kadriorg Stadion, Tallinn Játékvezető: Danny Desmond Makkelie (holland) |

## Egyenes kieséses szakasz
|  |                            |               |               |                            |   |             |             |       |
|  | Elődöntők                  | Elődöntők     | Elődöntők     |                            |   | Döntő       | Döntő       | Döntő |
|  | Elődöntők                  | Elődöntők     | Elődöntők     |                            |   | Döntő       | Döntő       | Döntő |
|  | 2012. július 12. – Tallinn |               |               |                            |   |             |             |       |
|  |                            |               |               |                            |   |             |             |       |
|  | B1                         | Anglia        | 1             |                            |   |             |             |       |
|  | B1                         | Anglia        | 1             | 2012. július 15. – Tallinn |   |             |             |       |
|  | A2                         | Görögország   | 2             |                            |   |             |             |       |
|  | A2                         | Görögország   | 2             |                            |   | Görögország | Görögország | 0     |
|  | 2012. július 12. – Tallinn |               |               |                            |   | Görögország | Görögország | 0     |
|  |                            |               | Spanyolország | Spanyolország              | 1 |             |             |       |
|  | A1                         | Spanyolország | Spanyolország | Spanyolország              | 1 | 3 (4)       |             |       |
|  | A1                         | Spanyolország |               |                            |   |             |             |       |
|  | B2                         | Franciaország | 3 (2)         |                            |   |             |             |       |
|  | B2                         | Franciaország | 3 (2)         |                            |   |             |             |       |
|  |                            |               |               |                            |   |             |             |       |

### Elődöntők
| 2012. július 12. 16:45 |

| Anglia    | 1–2 (h. u.)                 | Görögország                    |
| --------- | --------------------------- | ------------------------------ |
| Afobe 56' | (0–1, 1–1, 1–1) Jegyzőkönyv | Bougaidis 38' Lykogiannis 108' |

| Lilleküla Stadion, Tallinn Játékvezető: Danny Desmond Makkelie (holland) |

| 2012. július 12. 20:00 |

| Spanyolország                        | 3–3 (h. u.)                 | Franciaország               |
| ------------------------------------ | --------------------------- | --------------------------- |
| Deulofeu 62' 112' Alcácer 78'        | (0–1, 2–2, 2–2) Jegyzőkönyv | Umtiti 26' 90+1' Pogba 117' |
| Büntetőpárbaj                        |                             |                             |
| Campaña Suárez Jesé Alcácer Deulofeu | 4–2                         | Pogba Plea Umtiti Kondogbia |

| Lilleküla Stadion, Tallinn Játékvezető: Arnold Hunter (északír) |

### Döntő
| 2012. július 15. 21:30 |

| Spanyolország | 1–0               | Görögország |
| ------------- | ----------------- | ----------- |
| Jesé 80'      | (0–0) Jegyzőkönyv |             |

| Lilleküla Stadion, Tallinn Játékvezető: Danny Desmond Makkelie (holland) |

| A 2012-es U19-es labdarúgó-Európa-bajnokság győztese |
| ---------------------------------------------------- |
| SPANYOLORSZÁG 9. cím                                 |

## Gólszerzők
5 gólos
- Jesé

3 gólos
- Dimitris Diamantakos
- Giorgos Katidis

2 gólos
| - Benik Afobe - Domagoj Pavičić - Mihael Pongračić | - Paul Pogba - Samuel Umtiti - Betinho | - André Gomes - Paco Alcácer - Gerard Deulofeu |

1 gólos
| - Karl-Eerik Luigend - Nathaniel Chalobah - Harry Kane - John Lundstram - Nathan Redmond - Dimitri Foulquier - Richard-Quentin Samnick | - Jordan Veretout - Thibaut Vion - Mavroudis Bougaidis - Spyros Fourlanos - Giannis Gianniotas - Charalambos Lykogiannis | - Bruma - João Mário - Fabio Martins - Nikola Ninković - Derik Osede - Denis Suárez |

1 öngólos
- Artur Pikk (Portugália ellen)